# La Voix de l'Ain
 (octobre 2023).
 (décembre 2024).
Si vous disposez d'ouvrages ou d'articles de référence ou si vous connaissez des sites web de qualité traitant du thème abordé ici, merci de compléter l'article en donnant les références utiles à sa vérifiabilité et en les liant à la section « Notes et références ».
La Voix de l'Ain est un hebdomadaire français consacré à l'actualité du département de l'Ain. Fondé le 8 octobre 1955, il est publié chaque vendredi et son siège se situe à Bourg-en-Bresse. Depuis 2016, le journal appartient au groupe Sogemedia.

## Histoire
Fondation et premiers pas (1955-1969)
La Voix de l'Ain naît en 1955 de la fusion de plusieurs éditions locales: Voix de Bresse, Voix des Dombes, Voix de Bugey et Voix gessienne. Initialement un journal catholique rattaché au diocèse, il paraît en grand format, avec 6 à 8 pages.
En 1957, le jour de parution passe du samedi au vendredi, et en 1958, la modernisation du journal commence avec l'ajout de la couleur et un nouveau graphisme. Deux ans plus tard, il s'équipe d'un laboratoire photo pour enrichir ses contenus visuels.
Le 6 décembre 1968 marque un tournant: La Voix de l'Ain adopte le format tabloïd et augmente son nombre de pages, tout en lançant le slogan «De nouveaux lecteurs pour un journal neuf».
Développement et diversification (1970-1999)
Dans les années 1970, le journal explore le modèle des éditions gratuites, financées par la publicité, avec des publications comme Spécial Bourg et Spécial Oyonnax.
En 1987, pour répondre à l'abondance de la chronique locale et à la demande publicitaire, plusieurs éditions géographiques sont réintroduites, chacune ayant sa propre maquette.
La quadrichromie devient systématique à la Une en 1994, tandis qu’en 1996, un "livre blanc du correspondant" est créé pour assurer une rédaction fiable et rigoureuse.
En 1999, La Voix de l'Ain rejoint le groupe HCR (Hebdomadaires Catholiques Régionaux), perdant ainsi son lien direct avec le diocèse.
Entrée dans l'ère numérique (2000-2015)
Au début des années 2000, le journal s’informatise, remplaçant la copie manuscrite par des outils numériques. En 2004, la couverture locale est redéfinie selon les bassins de vie des lecteurs, plutôt que les cantons traditionnels.
En 2011, il innove en publiant son premier webdocumentaire: Sur les traces des mushers de l’Ain. En 2013, un supplément rugby est lancé, mais abandonné après trois ans.
Le journal se diversifie également avec des dossiers multimédias, combinant articles, vidéos et infographies, sur des sujets comme la fin de vie ou la guerre de 14-18 dans l'Ain.
Changements de propriété (2016-2023)
En 2016, le diocèse se retire du capital et La Voix de l'Ain est rachetée par le groupe Sogemedia, marquant une rupture avec son passé catholique. Une cinquième édition s’ajoute aux quatre existantes.
En 2021, Sogemedia devient l’unique propriétaire du journal, qui ajoute une sixième édition dédiée aux Bords de Saône. En 2023, le site Internet www.voixdelain.fr est transformé pour passer d'un modèle gratuit à une version partiellement payante.

## Ligne éditoriale et valeurs
La Voix de l'Ain s’appuie sur une charte déontologique affirmant les principes suivants : droit à l'information, respect des personnes, fiabilité et qualité des contenus. Le journal se veut proche de ses lecteurs, en adoptant une logique d’hyper-proximité pour couvrir la vie locale, les faits divers, et les thématiques sociétales.

## Supports et diffusion
Le journal propose six éditions locales couvrant différentes zones du département (Bresse, Bugey Sud, Bugey, Haut-Bugey, Dombes et Bords de Saône). Chaque édition combine des pages générales (faits divers, sports, loisirs, petites annonces) et des pages spécifiques à la région couverte.
En 2022, La Voix de l'Ain compte environ 35 000 lecteurs pour une diffusion moyenne de 11 000 exemplaires. En plus de son édition papier, le journal édite des suppléments tels que Senior, Formation ou Neige, ainsi que des magazines gratuits comme Magville et Vie Senior.

## Numérique
Depuis janvier 2024, le site Internet www.voixdelain.fr fonctionne sur un modèle freemium, combinant des articles en accès libre et du contenu réservé aux abonnés. Le site propose des articles originaux, des vidéos d’après-match et des contenus multimédias approfondis.